# فرد هوارد (لاعب كرة قدم أسترالية)
فرد هوارد (بالإنجليزية: Fred Howard)‏ هو لاعب كرة قدم أسترالية أسترالي، ولد في 30 يناير 1878، وتوفي في 23 يوليو 1942.

## وصلات خارجية
- فرد هوارد على موقع AustralianFootball.com (الإنجليزية)
- فرد هوارد على موقع AFLtables.com (الإنجليزية)